# Horb am Neckar
Horb am Neckar város Németországban, azon belül Baden-Württembergben. Lakosainak száma 25 695 fő (2023. december 31.).

## Népesség
A település népessége az elmúlt években az alábbi módon változott:
| Lakosok száma | 19 305 | 25 603 | 24 665 | 24 882 | 25 135 | 25 379 | 25 752 | 25 695 |
|               | 1975   | 2010   | 2015   | 2017   | 2019   | 2021   | 2022   | 2023   |

## Története
Horb írott forrásban elsőként 1090-ben tűnik fel horv vagy horva nevén. 
1381-ben Elő-Ausztriához került.
1806-tól a Württembergi Királysághoz tartozott.

## Városrészek
| Városrész        | Fő    |
| ---------------- | ----- |
| Horb (Kernstadt) | 5.602 |
| Ahldorf          | 837   |
| Altheim          | 1.717 |
| Betra            | 1.038 |
| Bildechingen     | 2.223 |
| Bittelbronn      | 682   |
| Dettensee        | 543   |
| Dettingen        | 1.511 |
| Dettlingen       | 345   |
| Dießen           | 424   |
| Grünmettstetten  | 819   |
| Ihlingen         | 439   |
| Isenburg         | 341   |
| Mühlen           | 1.017 |
| Mühringen        | 940   |
| Nordstetten      | 2.383 |
| Rexingen         | 1.255 |
| Talheim          | 2.600 |